# Йёргер-Вайхерт, Ханнелоре
Ханнелоре Йёргер-Вайхерт (нем. Hannelore Jörger-Weichert, ур. Йёргер (нем. Jörger), также выступала как Вайхерт; род. 1942) — немецкая шахматистка.

## Биография
С конца 1960-х до конца 1970-х годов была одной из ведущих шахматисток Федеративной Республики Германии (ФРГ). В 1966 году победила на чемпионате по шахматам среди женщин в федеральной земле Бавария. С 1967 по 1969 год три раза подряд побеждала на чемпионате по шахматам среди женщин в федеральной земле Гессен. Два раза занимала второе место на чемпионате ФРГ по шахматам среди женщин за победительницой Анни Лаакманн (1974, 1976).
Представляла сборную ФРГ на шахматных олимпиадах, в которых участвовала три раза (1969, 1976—1978) и в командном зачете завоевала бронзовую (1978) медаль.